# Декерменджі Михайло Дмитрович
Декерме́нджі Миха́йло Дми́трович (нар. 22 січня 1927, с. Максимівка, нині Донецької області — 24 травня 1971, м. Київ) — український радянський скульптор.

## Біографія
Народився в родині приазовських болгар.
У 1937—1941 роках навчався у Ворошиловградському художньому училищі, в 1944—1950 роках — в Київському художньому інституті, працював у галузі станкової і монументальної скульптури.

## Твори
- «Механізатор» (оргскло, 1952)
- Пам'ятник Артему в м. Бахмуті (у співавторстві з А. А. Шапраном, бронза, граніт, 1959; демонтовано 2015[1])
- Статуя В. І. Леніна на станції метро «Університет»[2] (оргскло, 1960, демонтована на початку 1990-х років, не збереглася)
- Скульптурний портрет двічі Героя Соціалістичної Праці О. Гіталова (оргскло, 1963)
- Меморіальна дошка Остапу Вишні в Києві (граніт, бронза; барельєф; скульптор М. Д. Декерменджі, архітектор І. Л. Шмульсон, 1957)
- Погруддя В. Короленка для Літературно-меморіального музею В. Г. Короленка у Полтаві (мармур, спільно з А. А. Шапраном, 1962)
- Надгробний пам'ятник Остапу Вишні на Байковому кладовищі в Києві (граніт; скульптор М. Д. Декерменджі, архітектор Я. Ф. Ковбаса, 1966)
- «В солдатах» (склоцемент, у співавторстві з М. А. Красотіним, 1964)
- «Богдан Хмельницький» (гіпс, 1967)
- Меморіальна дошка Ярославові Гашеку в Києві (мармур; барельєф; скульптор М. Д. Декерменджі, архітектор П. Є. Захарченко, 1970)

## Зображення

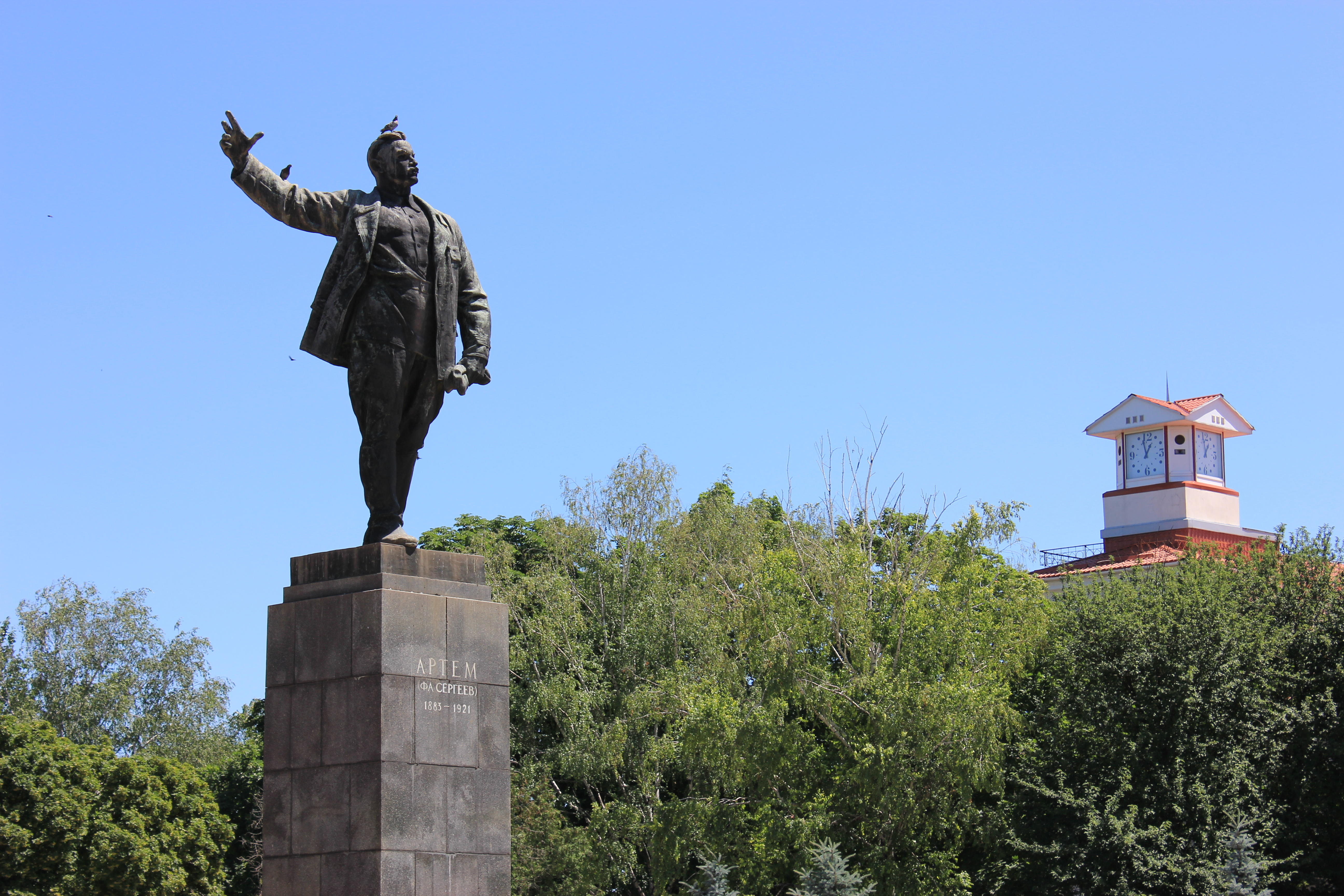
Пам'ятник Артему в Артемівську
Надгробний пам'ятник Остапу Вишні
Меморіальна дошка Ярославові Гашеку